# Kostoľany pod Tribečom
Kostoľany pod Tribečom (hongrois : Gímeskosztolány) est un village de Slovaquie situé dans la région de Nitra.

## Histoire
La première mention écrite du village, disponible de nos jours, est faite sur l'acte de Zobor (1113). Il était alors appelé Costelan. La localité était toutefois déjà habitée, puisque l'église Saint Georges est datée du Xe siècle. Au XIIIe siècle, le village est divisé entre la seigneurie de Gýmeš, qui l'a conquis, et l'abbaye de Zobor. Il passe sous la domination de l'oligarque Matthäus Csák au début du XIVe siècle.
Au XIVe siècle, sa population était majoritairement employée dans l'agriculture. Il comptait 62 habitations pour 432 habitants
en 1828.

## Démographie

### Évolution de la population
| Année:               | 1994. | 2004.    | 2014. | 2024.   |
| -------------------- | ----- | -------- | ----- | ------- |
| Nombre de personnes: | 412   | 349      | 349   | 335     |
| Différence:          |       | -15,29 % | +0 %  | -4,01 % |

| Année:               | 2023. | 2024.   |
| -------------------- | ----- | ------- |
| Nombre de personnes: | 331   | 335     |
| Différence:          |       | +1,20 % |